# Sepahan FC
Sepahan Isfahan Football Club er en Iransk fodboldklub fra byen Isfahan. Klubben blev grundlagt i 1953 under navnet Shahin Isfahan Football Club.